# Deliblatska peščara

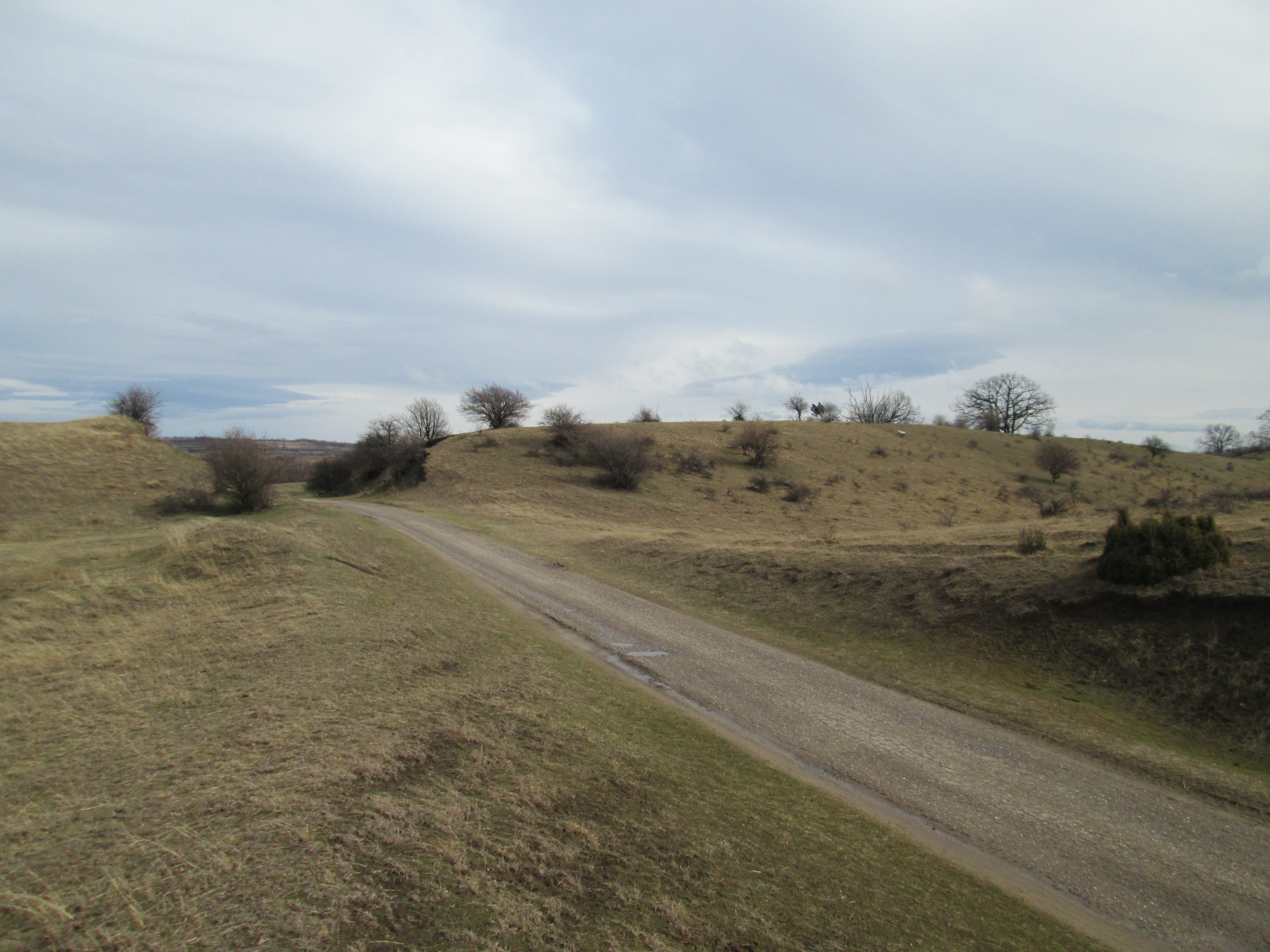
Deliblatska Peščara

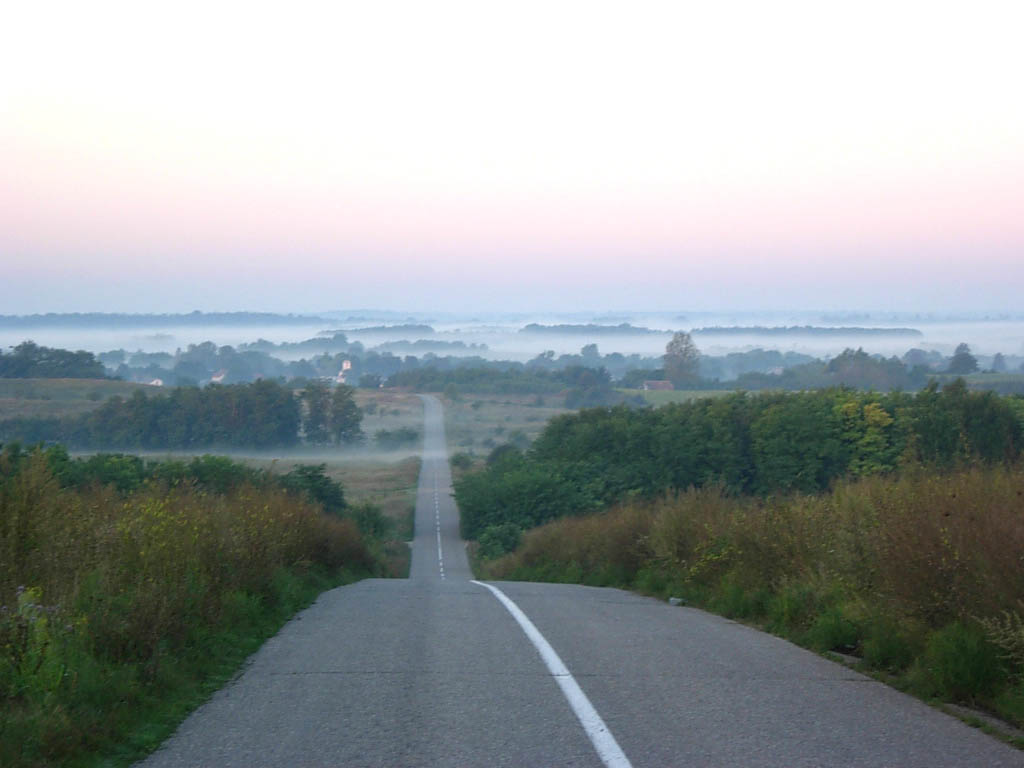
Deliblatska Peščara

Deliblatska peščara (serb. Делиблатска пешчара) – piaszczyste pustkowie w serbskiej części południowego Banatu. Największy obszar półpustynny w Europie.
Deliblatska peščara ma kształt elipsy o długości 35 km i szerokości 9–12 km, o dłuższej osi biegnącej z północnego zachodu na południowy wschód, od wsi Samoš do wsi Dubovac nad Dunajem. Jej powierzchnia wynosi około 300 km². Piaski są wyniesione o 40–50 m nad otaczające je lasy i pola uprawne, sięgając 190 m n.p.m. Nazwa obszaru pochodzi od wsi Deliblato w gminie Kovin na południowym skraju peščary.
Deliblatska peščara jest pozostałością dna wyschniętego Morza Panońskiego. Pierwotnie była piaszczystą pustynią. Pod koniec XIX wieku piaski utrwalono poprzez obsadzenie ich akacjami. Obecnie środowisko przyrodnicze Deliblatskiej peščary ma charakter stepowy. Ze względu na przepuszczalność tworzących ją piasków peščara jest pozbawiona cieków wodnych, ale obfituje w wody podziemne, szczególnie w południowej części, nad Karašem i Dunajem. Klimat peščary jest umiarkowanie kontynentalny. Przeciętna roczna temperatura wynosi 11 °C, przeciętna temperatura lipca – 22 °C, a stycznia −1 °C. Ilość opadów wynosi 660 mm rocznie, z maksimum w maju. Latem silne wiatry powodują wysychanie górnej warstwy gleby do głębokości 0,5 m. Nasłonecznienie wynosi 2150 godzin rocznie.